# Božur
Božur (lat. Paeonia), rod dvosupnica koji čini samostalnu porodicu božurovke unutar reda Kamenikolike. Božuri su trajnice i vazdazeleni grmovi s četrdesetakl vrsta
U Hrvatskoj raste barem tri vrste božura, to su obični božur (P. officinalis L.),  planinski božur (P. mascula) i P. peregrina Miller

## Opis
Paeoniaceae ili porodica božura sastoji se od roda Paeonia s 33 vrste. One su uglavnom porijeklom iz umjerene Euroazije, ali postoje dvije vrste porijeklom iz zapadne Sjeverne Amerike. Rod uključuje višegodišnje biljke ili male grmove s velikim složenim listovima i velikim kitnjastim cvjetovima. Imaju gotovo kontinuiranu spiralu brakteja, čašica i latica, zatim brojne prašnike, disk nektarija i odvojene karpele s proširenim stigmama. Plodovi su folikuli sa sjemenkama koje imaju vijenac koji je privlačan mravima i drugim raspršivačima sjemena. Ove biljke imaju neobičnu embriologiju i velike kromosome. Božuri se uzgajaju od najmanje 900. godine prije Krista, a većina zeljastih sorti potječe iz azijske Paeonia lactiflora. Grmolike sorte uglavnom potječu od slične azijske vrste P. suffruticosa.
Pripadnici Paeoniaceae su višegodišnje biljke ili ponekad grmolike biljke visoke do oko 2 metra (6 stopa) koje rastu iz čvrstih podanaka. Listovi se naizmjenično proizvode duž stabljike i podijeljeni su u tri režnja, a svaki je režanj dalje podijeljen u tri manja režnja. Cvjetovi su radijalno simetrični, dvospolni i veliki, s 5 čašica, 5 latica (ponekad 10) i neograničeno velikim brojem prašnika. Razvijeni su hortikulturni oblici s više od 10 latica. Ženski dijelovi su gornji i sastoje se od dva do pet odvojenih, velikih, više ili manje mesnatih tučaka ili jajnika koji sadrže mnogo jajnika, koji se razvijaju u velike sjemenke koje su isprva crvene boje, a kasnije postaju sjajno crne i nose mesnati dodatak tzv. aril.

## Gospodarstvo
Gospodarski, skupina je važna za razne vrtne vrste božura, čiji upadljivi veliki cvjetovi rastu u širokom rasponu oblika i boja. Nekoliko vrsta božura južne Europe i Azije također se uzgajalo za hranu i kao ljekovito bilje.

## Vrste
1. Paeonia algeriensis Chabert
2. Paeonia anomala L.
3. Paeonia archibaldii Ruksans
4. Paeonia arietina G.Anderson
5. Paeonia × baokangensis Z.L.Dai & T.Hong
6. Paeonia broteri Boiss. & Reut.
7. Paeonia brownii Douglas ex Hook.
8. Paeonia californica Nutt.
9. Paeonia cambessedesii (Willk.) Willk.
10. Paeonia cathayana D.Y.Hong & K.Y.Pan
11. Paeonia clusii Stern
12. Paeonia coriacea Boiss.
13. Paeonia corsica Sieber ex Tausch
14. Paeonia daurica Andrews
15. Paeonia decomposita Hand.-Mazz.
16. Paeonia delavayi Franch.
17. Paeonia emodi Royle
18. Paeonia intermedia C.A.Mey.
19. Paeonia jishanensis T.Hong & W.Z.Zhao
20. Paeonia × kayae Özhatay
21. Paeonia kesrouanensis (J.Thiébaut) J.Thiébaut
22. Paeonia lactiflora Pall.
23. Paeonia ludlowii (Stern & G.Taylor) D.Y.Hong
24. Paeonia mairei H.Lév.
25. Paeonia × maleevii Kem.-Nath. ex Mordak & Punina
26. Paeonia mascula (L.) Mill.
27. Paeonia obovata Maxim.
28. Paeonia officinalis L.
29. Paeonia ostii T.Hong & J.X.Zhang
30. Paeonia parnassica Tzanoud.
31. Paeonia peregrina Mill.
32. Paeonia qiui Y.L.Pei & D.Y.Hong
33. Paeonia rockii (S.G.Haw & Lauener) T.Hong & J.J.Li ex D.Y.Hong
34. Paeonia sandrae Camarda
35. Paeonia saueri D.Y.Hong, Xiao Q.Wang & D.M.Zhang
36. Paeonia × saundersii Stebbins
37. Paeonia sterniana H.R.Fletcher
38. Paeonia × suffruticosa Andrews
39. Paeonia tenuifolia L.
40. Paeonia wendelboi Ruksans & Zetterl.
41. Paeonia × yananensis T.Hong & M.R.Li